# Saint John (Indiana)
Pour les articles homonymes, voir Saint John.
La ville de Saint John est située dans le comté de Lake, dans l’État de l’Indiana, aux États-Unis. Sa population s’élevait à 14 850 habitants lors du recensement de 2010, et était estimée à 17 259 habitants en 2017.

## Source
- (en) Cet article est partiellement ou en totalité issu de l’article de Wikipédia en anglais intitulé « St. John, Indiana » (voir la liste des auteurs).